# Moussa Sissoko
Moussa Sissoko (ur. 16 sierpnia 1989 w Le Blanc-Mesnil) – francuski piłkarz malijskiego pochodzenia występujący na pozycji pomocnika w angielskim klubie Watford, były reprezentant Francji. Uczestnik Mistrzostw Świata 2014 oraz Mistrzostw Europy 2016 i 2020.

## Kariera klubowa
Sissoko karierę rozpoczął w wieku 8 lat. Wówczas trafił do US Aulnay. Później był graczem Red Star Paryż, a w 2003 roku przeszedł do drużyny U-14 Toulouse FC. W juniorskiej ekipie tego klubu spędził cztery lata. W styczniu 2007 podpisał pierwszy w karierze profesjonalny kontrakt. Otrzymał numer 22 na koszulce. Przed sezonem 2007/08 został przesunięty do pierwszej drużyny. W tamtym sezonie jego klub występował w kwalifikacjach Ligi Mistrzów. Został tam jednak pokonany w dwumeczu 5-0 przez Liverpool FC i został przesunięty do Pucharu UEFA, który zakończył na fazie grupowej. W Ligue 1 Sissoko zadebiutował 4 sierpnia 2007 w przegranym 1-3 meczu z Valenciennes FC. 1 września 2007 strzelił pierwszego gola we francuskiej ekstraklasie. Było to w wygranym 2-0 spotkaniu z AJ Auxerre. W debiutanckim sezonie w lidze zagrał 30 razy i zdobył jedną bramkę. W sezonie 2008/09 nadal występuje z klubem w rozgrywkach Ligue 1. 24 stycznia 2013 roku podpisał kontrakt z Newcastle United.

## Kariera reprezentacyjna
W seniorskiej reprezentacji Francji Sissoko zadebiutował 10 października 2009 roku w zwycięskim 5:0 towarzyskim meczu z Wyspami Owczymi. 20 czerwca 2014 w meczu fazy grupowej Mistrzostw Świata 2014 przeciwko Szwajcarii (5:2) strzelił pierwszą bramkę dla drużyny narodowej.

## Statystyki kariery
| Sezon   | Klub              | Kraj    | Rozgrywki      | Mecze | Bramki | Rozgrywki Europy                    | Mecze | Bramki |
| ------- | ----------------- | ------- | -------------- | ----- | ------ | ----------------------------------- | ----- | ------ |
| 2007/08 | Toulouse FC       | Francja | Ligue 1        | 30    | 1      | Liga Mistrzów UEFA Liga Europy UEFA | 2     | 0      |
| 2008/09 | Toulouse FC       | Francja | Ligue 1        | 35    | 4      | –                                   | –     | –      |
| 2009/10 | Toulouse FC       | Francja | Ligue 1        | 37    | 7      | Liga Europy UEFA                    | 7     | 1      |
| 2010/11 | Toulouse FC       | Francja | Ligue 1        | 36    | 5      | –                                   | –     | –      |
| 2011/12 | Toulouse FC       | Francja | Ligue 1        | 35    | 2      | –                                   | –     | –      |
| 2012/13 | Toulouse FC       | Francja | Ligue 1        | 19    | 1      | –                                   | –     | –      |
| 2012/13 | Newcastle United  | Anglia  | Premier League | 12    | 3      | –                                   | –     | –      |
| 2013/14 | Newcastle United  | Anglia  | Premier League | 35    | 3      | –                                   | –     | –      |
| 2014/15 | Newcastle United  | Anglia  | Premier League | 34    | 4      | –                                   | –     | –      |
| 2015/16 | Newcastle United  | Anglia  | Premier League | 37    | 1      | –                                   | –     | –      |
| 2016/17 | Tottenham Hotspur | Anglia  | Premier League | 25    | 0      | Liga Mistrzów UEFA Liga Europy UEFA | 4 1   | 0      |
| 2017/18 | Tottenham Hotspur | Anglia  | Premier League | 33    | 1      | Liga Mistrzów UEFA                  | 6     | 0      |
| 2018/19 | Tottenham Hotspur | Anglia  | Premier League | 29    | 0      | Liga Mistrzów UEFA                  | 10    | 0      |
| 2019/20 | Tottenham Hotspur | Anglia  | Premier League | 29    | 2      | Liga Mistrzów UEFA                  | 6     | 0      |
| 2020/21 | Tottenham Hotspur | Anglia  | Premier League | 25    | 0      | Liga Europy UEFA                    | 10    | 0      |
| 2021/22 | Watford           | Anglia  | Premier League | 36    | 2      | –                                   | –     | –      |
| 2022/23 | FC Nantes         | Francja | Ligue 1        | 30    | 2      | Liga Europy UEFA                    | 8     | 0      |
| 2023/24 | FC Nantes         | Francja | Ligue 1        | 26    | 0      | –                                   | –     | –      |
| 2024/25 | Watford           | Anglia  | Championship   | 40    | 6      | –                                   | –     | –      |

Stan na: 18 kwietnia 2020 r.

## Sukcesy

### Tottenham Hotspur
- Finał Ligi Mistrzów UEFA: 2018/2019

### Indywidualne
- Drużyna sezonu Ligi Mistrzów UEFA: 2018/2019